# 片桐正雪
片桐 正雪（かたぎり まさゆき、1969年11月7日 - ）は、地方競馬の高知競馬場・胡本友晴厩舎に所属していた元騎手である。勝負服の柄は胴青・桃右襷、袖桃・青一本輪。

## 来歴
1987年9月29日付けで地方競馬騎手免許を取得し、福山競馬場・那俄性一人厩舎からデビュー。同年10月10日第7回福山競馬1日目第1競走アラ系3歳一般戦でアリババに騎乗（9頭立て7番人気8着）し、初騎乗。同年10月12日第7回福山競馬3日目第7競走アラ系4歳一般戦をシンエイセンプーで優勝（9頭立て3番人気）し、初勝利。
1989年8月27日第4回全日本新人王争覇戦出場（10人中6位）。
2002年4月21日に地方競馬通算1000勝達成。また同年は福山リーディング獲得。
2003年全日本リーディングジョッキーズシリーズ出場（12人中12位）。
2004年9月に那俄性一人調教師勇退に伴い胡本友晴厩舎へ所属変更。
2009年1月18日第17回福山競馬2日目第6競走C23組条件戦をファイトオングラスで優勝（10頭立て1番人気）し、12064戦目で地方競馬通算1500勝達成。
2012年9月16日第11回福山競馬2日目第2競走でドリームテンペストに騎乗（8頭立て4番人気4着）したのを最後に病気療養に入ったが、福山競馬場の廃止に伴い、2013年4月1日付けで高知競馬場へ移籍した。
移籍後は一度も騎乗機会のないまま本人の申し出により2015年9月1日付けで引退した。
地方通算成績は13593戦1600勝・2着1703回・3着1653回・勝率11.8%・連対率24.3%（2015年9月1日引退時）

## 主な騎乗馬
- スーパークルーザー（1990年福山桜花賞）
- ブラウンバツト（1991年福山桜花賞）
- ナジロジヨージ（1992年新春賞）
- イムラッドホマレ（1994年福山大賞典）
- アサリュウキング（1994年キングカップ、1998年新春賞）
- スマノカルダン（1995年福山ダービー）
- スズナリキン（1995年金杯）
- ブラウンソプラノ（1997年金杯）
- マツノキングオー（2001年新春賞）
- ホマレスターライツ（2001年ローゼンホーマ記念）
- ルパンユイナ（2002年クイーンカップ）
- ラピッドリーラン（2003年園田・福山交流特別、2004年新春賞、2005年・2006年金杯、2005年福山菊花賞）
- スイグン（2003年鞆の浦賞、全日本アラブグランプリ、2004年・2005年タマツバキ記念、2004年西日本アラブ大賞典、セイユウ記念、2005年ローゼンホーマ記念、福山桜花賞）
- ホーエイスナイパー（2005年新春賞）